# Чум-Крік 2
Чум-Крік 2 (англ. Chum Creek 2) — індіанська резервація в Канаді, у провінції Британська Колумбія, у межах регіонального округу Коламбія-Шушвап.

## Населення
За даними перепису 2016 року, індіанська резервація нараховувала 41 особу, показавши скорочення на 19,6%, порівняно з 2011-м роком. Середня густина населення становила 14,8 осіб/км².
З офіційних мов обидвома одночасно не володів жоден з жителів, тільки англійською — 40. Усього 5 осіб вважали рідною мовою не одну з офіційних, з них усі — одну з корінних мов.
Працездатне населення становило 75% усього населення, рівень безробіття — 33,3%.

## Клімат
Середня річна температура становить 7,3°C, середня максимальна – 22,2°C, а середня мінімальна – -11,1°C. Середня річна кількість опадів – 552 мм.
| Клімат поселення                              | Клімат поселення | Клімат поселення | Клімат поселення | Клімат поселення | Клімат поселення | Клімат поселення | Клімат поселення | Клімат поселення | Клімат поселення | Клімат поселення | Клімат поселення | Клімат поселення | Клімат поселення |
| Показник                                      | Січ.             | Лют.             | Бер.             | Квіт.            | Трав.            | Черв.            | Лип.             | Серп.            | Вер.             | Жовт.            | Лист.            | Груд.            |                  |
| Середній максимум, °C                         | 1,93             | 4,92             | 9,14             | 14,04            | 18,58            | 22,16            | 21,03            | 21,08            | 16,24            | 10,29            | 4,10             | −0,34            |                  |
| Середня температура, °C                       | −4,61            | −1,62            | 2,59             | 7,48             | 12,06            | 15,62            | 18,24            | 18,30            | 13,45            | 7,50             | 1,31             | −3,13            |                  |
| Середній мінімум, °C                          | −11,14           | −8,14            | −3,94            | 0,96             | 5,52             | 9,09             | 15,46            | 15,52            | 10,67            | 4,72             | −1,46            | −5,91            |                  |
| Норма опадів, мм                              | 53               | 30               | 29               | 31               | 50               | 56               | 48               | 42               | 39               | 44               | 64               | 66               |                  |
| Середньомісячна швидкість вітру, м/с          | 1.82             | 1.75             | 2.04             | 2.23             | 2.12             | 2.03             | 1.94             | 1.83             | 1.73             | 1.77             | 1.96             | 1.92             |                  |
| Середньомісячна сонячна радіація, кДж/м²·день | 3158             | 6452             | 11336            | 16453            | 20044            | 21633            | 22612            | 19254            | 13505            | 7684             | 3556             | 2478             |                  |
| --------------------------------------------- | ---------------- | ---------------- | ---------------- | ---------------- | ---------------- | ---------------- | ---------------- | ---------------- | ---------------- | ---------------- | ---------------- | ---------------- | ---------------- |
| Джерело:                                      |                  |                  |                  |                  |                  |                  |                  |                  |                  |                  |                  |                  |                  |